# Laurent François (escrime)
Pour les articles homonymes, voir Laurent François et François.
Laurent François, né le 6 mai 1968 à Clermont-Ferrand, est un escrimeur handisport français.

## Carrière
Laurent François remporte aux Jeux paralympiques d'été de 2008 à Pékin la médaille d'or en fleuret individuel et la médaille d'argent en sabre individuel.